# Rybaxis conjuncta
Rybaxis conjuncta är en skalbaggsart som först beskrevs av Leconte 1849.  Rybaxis conjuncta ingår i släktet Rybaxis och familjen kortvingar. Inga underarter finns listade i Catalogue of Life.